# 1984-es labdarúgó-Európa-bajnokság (keretek)
Ez a szócikk tartalmazza az 1984-es labdarúgó-Európa-bajnokságon részt vevő csapatok által nevezett játékosok listáját. Minden csapatnak húsz játékosból állt.
A játékosok életkora az Eb első napjának, azaz 1984. június 12-i állapotnak megfelelőek.

## A csoport

### Franciaország
Szövetségi kapitány: Michel Hidalgo
| Szám | Poszt | Név                    | Születési dátum (Kor)           | Vál. | Klub                |
| ---- | ----- | ---------------------- | ------------------------------- | ---- | ------------------- |
| 1    | K     | Joël Bats              | 1957. január 4. (27 évesen)     |      | Auxerre             |
| 2    | V     | Manuel Amoros          | 1962. február 1. (22 évesen)    |      | Monaco              |
| 3    | V     | Jean-François Domergue | 1957. június 23. (26 évesen)    |      | Toulouse            |
| 4    | V     | Maxime Bossis          | 1955. június 26. (28 évesen)    |      | Nantes              |
| 5    | V     | Patrick Battiston      | 1957. március 12. (27 évesen)   |      | Bordeaux            |
| 6    | KP    | Luis Fernández         | 1959. október 2. (24 évesen)    |      | Paris Saint-Germain |
| 7    | KP    | Jean-Marc Ferreri      | 1962. december 26. (21 évesen)  |      | Auxerre             |
| 8    | CS    | Daniel Bravo           | 1963. február 9. (21 évesen)    |      | Monaco              |
| 9    | KP    | Bernard Genghini       | 1958. január 18. (26 évesen)    |      | Monaco              |
| 10   | KP    | Michel Platini         | 1955. június 21. (28 évesen)    |      | Juventus            |
| 11   | CS    | Bruno Bellone          | 1962. március 14. (22 évesen)   |      | Monaco              |
| 12   | KP    | Alain Giresse          | 1952. augusztus 2. (31 évesen)  |      | Bordeaux            |
| 13   | CS    | Didier Six             | 1954. augusztus 21. (29 évesen) |      | Mulhouse            |
| 14   | KP    | Jean Tigana            | 1955. június 23. (28 évesen)    |      | Bordeaux            |
| 15   | V     | Yvon Le Roux           | 1960. április 19. (24 évesen)   |      | Monaco              |
| 16   | CS    | Dominique Rocheteau    | 1955. január 14. (29 évesen)    |      | Paris Saint-Germain |
| 17   | CS    | Bernard Lacombe        | 1952. augusztus 15. (31 évesen) |      | Bordeaux            |
| 18   | V     | Thierry Tusseau        | 1958. január 19. (26 évesen)    |      | Bordeaux            |
| 19   | K     | Philippe Bergeroo      | 1954. január 13. (30 évesen)    |      | Toulouse            |
| 20   | K     | Albert Rust            | 1953. október 10. (30 évesen)   |      | Sochaux             |

### Dánia
Szövetségi kapitány: Sepp Piontek
| Szám | Poszt | Név                 | Születési dátum (Kor)            | Vál. | Klub           |
| ---- | ----- | ------------------- | -------------------------------- | ---- | -------------- |
| 1    | K     | Ole Kjær            | 1954. augusztus 16. (29 évesen)  | 26   | Esbjerg        |
| 2    | V     | Ole Rasmussen       | 1952. március 19. (32 évesen)    | 38   | Hertha BSC     |
| 3    | V     | Søren Busk          | 1953. április 10. (31 évesen)    | 29   | Gent           |
| 4    | V     | Morten Olsen        | 1949. augusztus 14. (34 évesen)  | 62   | Anderlecht     |
| 5    | V     | Ivan Nielsen        | 1956. október 9. (27 évesen)     | 16   | Feyenoord      |
| 6    | KP    | Søren Lerby         | 1958. február 1. (26 évesen)     | 37   | Bayern München |
| 7    | KP    | Jens Jørn Bertelsen | 1952. február 15. (32 évesen)    | 44   | Seraing        |
| 8    | KP    | Jesper Olsen        | 1961. március 20. (23 évesen)    | 16   | Ajax           |
| 9    | KP    | Allan Simonsen      | 1952. december 15. (31 évesen)   | 46   | Vejle          |
| 10   | CS    | Preben Elkjær       | 1957. szeptember 11. (26 évesen) | 38   | Lokeren        |
| 11   | CS    | Klaus Berggreen     | 1958. február 3. (26 évesen)     | 14   | Pisa           |
| 12   | KP    | Jan Mølby           | 1963. július 4. (20 évesen)      | 8    | Ajax           |
| 13   | KP    | John Lauridsen      | 1959. április 2. (25 évesen)     | 15   | Espanyol       |
| 14   | CS    | Michael Laudrup     | 1964. június 15. (19 évesen)     | 13   | Lazio          |
| 15   | KP    | Frank Arnesen       | 1956. szeptember 30. (27 évesen) | 31   | Anderlecht     |
| 16   | K     | Troels Rasmussen    | 1961. április 7. (23 évesen)     | 7    | Aarhus         |
| 17   | CS    | Steen Thychosen     | 1958. szeptember 22. (25 évesen) | 1    | Vejle          |
| 18   | V     | John Sivebæk        | 1961. október 25. (22 évesen)    | 20   | Vejle          |
| 19   | CS    | Kenneth Brylle      | 1959. május 22. (25 évesen)      | 8    | Anderlecht     |
| 20   | K     | Ole Qvist           | 1950. február 25. (34 évesen)    | 25   | KB             |

### Belgium
Szövetségi kapitány: Guy Thys
| Szám | Poszt | Név                     | Születési dátum (Kor)            | Vál. | Klub            |
| ---- | ----- | ----------------------- | -------------------------------- | ---- | --------------- |
| 1    | K     | Jean-Marie Pfaff        | 1953. december 4. (30 évesen)    |      | Bayern München  |
| 2    | V     | Georges Grün            | 1962. január 25. (22 évesen)     |      | Anderlecht      |
| 3    | V     | Paul Lambrichts         | 1954. október 16. (29 évesen)    |      | Beveren         |
| 4    | V     | Leo Clijsters           | 1956. november 6. (27 évesen)    |      | Waterschei Thor |
| 5    | V     | Michel de Wolf          | 1958. január 19. (26 évesen)     |      | Gent            |
| 6    | KP    | Franky Vercauteren      | 1956. október 28. (27 évesen)    |      | Anderlecht      |
| 7    | KP    | René Vandereycken       | 1953. július 22. (30 évesen)     |      | Anderlecht      |
| 8    | KP    | Nico Claesen            | 1962. október 1. (21 évesen)     |      | Seraing         |
| 9    | CS    | Erwin Vandenbergh       | 1959. január 26. (25 évesen)     |      | Anderlecht      |
| 10   | KP    | Ludo Coeck              | 1955. szeptember 26. (28 évesen) |      | Internazionale  |
| 11   | CS    | Jan Ceulemans           | 1957. február 28. (27 évesen)    |      | Club Brugge     |
| 12   | K     | Jacky Munaron           | 1956. szeptember 8. (27 évesen)  |      | Anderlecht      |
| 13   | V     | Marc Baecke             | 1956. július 24. (27 évesen)     |      | Beveren         |
| 14   | KP    | Walter de Greef         | 1957. november 13. (26 évesen)   |      | Anderlecht      |
| 15   | V     | René Verheyen           | 1952. március 20. (32 évesen)    |      | Club Brugge     |
| 16   | KP    | Enzo Scifo              | 1966. február 19. (18 évesen)    |      | Anderlecht      |
| 17   | KP    | Eddy Voordeckers        | 1960. február 4. (24 évesen)     |      | Waterschei Thor |
| 18   | CS    | Alexandre Czerniatynski | 1960. július 28. (23 évesen)     |      | Anderlecht      |
| 19   | V     | Raymond Mommens         | 1958. december 27. (25 évesen)   |      | Lokeren         |
| 20   | K     | Wim de Coninck          | 1959. július 23. (24 évesen)     |      | Waregem         |

### Jugoszlávia
Szövetségi kapitány: Todor Veselinović
| Szám | Poszt | Név                | Születési dátum (Kor)            | Vál. | Klub                 |
| ---- | ----- | ------------------ | -------------------------------- | ---- | -------------------- |
| 1    | K     | Zoran Simović      | 1954. november 2. (29 évesen)    |      | Hajduk Split         |
| 2    | V     | Nenad Stojković    | 1957. május 26. (27 évesen)      |      | Partizan Belgrade    |
| 3    | V     | Mirsad Baljić      | 1962. március 4. (22 évesen)     |      | Željezničar Sarajevo |
| 4    | V     | Srečko Katanec     | 1963. július 16. (20 évesen)     |      | Olimpija Ljubljana   |
| 5    | V     | Velimir Zajec      | 1956. február 12. (28 évesen)    |      | Dinamo Zagreb        |
| 6    | V     | Ljubomir Radanović | 1960. július 21. (23 évesen)     |      | Partizan Belgrade    |
| 7    | KP    | Miloš Šestić       | 1958. augusztus 8. (25 évesen)   |      | Crvena zvezda        |
| 8    | KP    | Ivan Gudelj        | 1960. szeptember 21. (23 évesen) |      | Hajduk Split         |
| 9    | KP    | Safet Sušić        | 1955. április 13. (29 évesen)    |      | Paris Saint-Germain  |
| 10   | KP    | Mehmed Baždarević  | 1960. szeptember 20. (23 évesen) |      | Željezničar Sarajevo |
| 11   | CS    | Zlatko Vujović     | 1958. augusztus 26. (25 évesen)  |      | Hajduk Split         |
| 12   | K     | Tomislav Ivković   | 1958. augusztus 11. (25 évesen)  |      | Crvena zvezda        |
| 13   | V     | Faruk Hadžibegić   | 1957. október 7. (26 évesen)     |      | FK Sarajevo          |
| 14   | V     | Marko Elsner       | 1960. április 11. (24 évesen)    |      | Crvena zvezda        |
| 15   | V     | Branko Miljuš      | 1961. augusztus 17. (22 évesen)  |      | Hajduk Split         |
| 16   | KP    | Dragan Stojković   | 1965. március 3. (19 évesen)     |      | Radnički Niš         |
| 17   | CS    | Josip Čop          | 1954. október 14. (29 évesen)    |      | Hajduk Split         |
| 18   | CS    | Stjepan Deverić    | 1961. augusztus 20. (22 évesen)  |      | Dinamo Zagreb        |
| 19   | CS    | Sulejman Halilović | 1955. november 14. (28 évesen)   |      | Dinamo Vinkovci      |
| 20   | KP    | Borislav Cvetković | 1962. szeptember 30. (21 évesen) |      | Dinamo Zagreb        |

## B csoport

### Spanyolország
Szövetségi kapitány: Miguel Muñoz
| Szám | Poszt | Név                     | Születési dátum (Kor)           | Vál. | Klub            |
| ---- | ----- | ----------------------- | ------------------------------- | ---- | --------------- |
| 1    | K     | Luis Arconada           | 1954. június 26. (29 évesen)    |      | Real Sociedad   |
| 2    | V     | Santiago Urquiaga       | 1958. április 18. (26 évesen)   |      | Athletic Bilbao |
| 3    | V     | José Antonio Camacho    | 1955. június 8. (29 évesen)     |      | Real Madrid     |
| 4    | V     | Antonio Maceda          | 1957. május 16. (27 évesen)     |      | Sporting Gijón  |
| 5    | V     | Andoni Goikoetxea       | 1956. május 23. (28 évesen)     |      | Athletic Bilbao |
| 6    | V     | Rafael Gordillo         | 1957. február 24. (27 évesen)   |      | Real Betis      |
| 7    | KP    | Juan Antonio Señor      | 1958. augusztus 26. (25 évesen) |      | Real Zaragoza   |
| 8    | KP    | Víctor Muñoz            | 1958. március 15. (26 évesen)   |      | Barcelona       |
| 9    | CS    | Santillana              | 1952. augusztus 23. (31 évesen) |      | Real Madrid     |
| 10   | KP    | Ricardo Gallego         | 1959. február 8. (25 évesen)    |      | Real Madrid     |
| 11   | CS    | Francisco José Carrasco | 1959. március 6. (25 évesen)    |      | Barcelona       |
| 12   | V     | Salvador García         | 1961. március 4. (23 évesen)    |      | Real Zaragoza   |
| 13   | K     | Francisco Buyo          | 1958. január 13. (26 évesen)    |      | Sevilla         |
| 14   | V     | Julio Alberto Moreno    | 1958. október 7. (25 évesen)    |      | Barcelona       |
| 15   | KP    | Roberto Fernández       | 1962. július 5. (21 évesen)     |      | Valencia        |
| 16   | KP    | Francisco López         | 1962. november 1. (21 évesen)   |      | Sevilla         |
| 17   | CS    | Marcos Alonso           | 1959. október 1. (24 évesen)    |      | Barcelona       |
| 18   | CS    | Emilio Butragueño       | 1963. július 22. (20 évesen)    |      | Real Madrid     |
| 19   | CS    | Manuel Sarabia          | 1957. január 9. (27 évesen)     |      | Athletic Bilbao |
| 20   | K     | Andoni Zubizarreta      | 1961. október 23. (22 évesen)   |      | Athletic Bilbao |

### Portugália
Szövetségi kapitány: Fernando Cabrita
| Szám | Poszt | Név                  | Születési dátum (Kor)            | Vál. | Klub               |
| ---- | ----- | -------------------- | -------------------------------- | ---- | ------------------ |
| 1    | K     | Manuel Bento         | 1948. június 25. (35 évesen)     |      | Benfica            |
| 2    | CS    | Tamagnini Nené       | 1949. november 20. (34 évesen)   |      | Benfica            |
| 3    | CS    | Rui Jordão           | 1952. augusztus 9. (31 évesen)   |      | Sporting CP        |
| 4    | KP    | Fernando Chalana     | 1959. február 10. (25 évesen)    |      | Benfica            |
| 5    | KP    | Vermelhinho          | 1959. március 9. (25 évesen)     |      | Porto              |
| 6    | CS    | Fernando Gomes       | 1956. november 22. (27 évesen)   |      | Porto              |
| 7    | KP    | Carlos Manuel        | 1958. január 15. (26 évesen)     |      | Benfica            |
| 8    | V     | António Veloso       | 1957. január 31. (27 évesen)     |      | Benfica            |
| 9    | V     | João Pinto           | 1961. november 21. (22 évesen)   |      | Porto              |
| 10   | V     | António Lima Pereira | 1952. február 1. (32 évesen)     |      | Porto              |
| 11   | V     | Eurico Gomes         | 1955. szeptember 29. (28 évesen) |      | Porto              |
| 12   | K     | Jorge Martins        | 1954. augusztus 12. (29 évesen)  |      | Vitória de Setúbal |
| 13   | KP    | António Sousa        | 1957. április 28. (27 évesen)    |      | Porto              |
| 14   | KP    | António Frasco       | 1955. január 16. (29 évesen)     |      | Porto              |
| 15   | KP    | Jaime Pacheco        | 1958. július 22. (25 évesen)     |      | Porto              |
| 16   | KP    | António Bastos Lopes | 1953. november 19. (30 évesen)   |      | Benfica            |
| 17   | V     | Álvaro               | 1961. január 3. (23 évesen)      |      | Benfica            |
| 18   | V     | Eduardo Luís         | 1955. január 6. (29 évesen)      |      | Porto              |
| 19   | CS    | Diamantino Miranda   | 1959. augusztus 3. (24 évesen)   |      | Benfica            |
| 20   | K     | Vítor Damas          | 1947. október 8. (36 évesen)     |      | Portimonense       |

### NSZK
Szövetségi kapitány: Jupp Derwall
| Szám | Poszt | Név                   | Születési dátum (Kor)            | Vál. | Klub                     |
| ---- | ----- | --------------------- | -------------------------------- | ---- | ------------------------ |
| 1    | K     | Harald Schumacher     | 1954. március 6. (30 évesen)     |      | Köln                     |
| 2    | V     | Hans-Peter Briegel    | 1955. október 11. (28 évesen)    |      | Kaiserslautern           |
| 3    | V     | Gerhard Strack        | 1955. szeptember 1. (28 évesen)  |      | Köln                     |
| 4    | V     | Karlheinz Förster     | 1958. július 25. (25 évesen)     |      | Stuttgart                |
| 5    | V     | Bernd Förster         | 1956. május 3. (28 évesen)       |      | Stuttgart                |
| 6    | KP    | Wolfgang Rolff        | 1959. december 26. (24 évesen)   |      | Hamburg                  |
| 7    | V     | Andreas Brehme        | 1960. november 9. (23 évesen)    |      | Kaiserslautern           |
| 8    | CS    | Klaus Allofs          | 1956. december 5. (27 évesen)    |      | Köln                     |
| 9    | CS    | Rudi Völler           | 1960. április 13. (24 évesen)    |      | Werder Bremen            |
| 10   | KP    | Norbert Meier         | 1958. szeptember 20. (25 évesen) |      | Werder Bremen            |
| 11   | CS    | Karl-Heinz Rummenigge | 1955. szeptember 25. (28 évesen) |      | Bayern München           |
| 12   | K     | Dieter Burdenski      | 1950. november 26. (33 évesen)   |      | Werder Bremen            |
| 13   | KP    | Lothar Matthäus       | 1961. március 21. (23 évesen)    |      | Borussia Mönchengladbach |
| 14   | KP    | Ralf Falkenmayer      | 1963. február 11. (21 évesen)    |      | Eintracht Frankfurt      |
| 15   | V     | Uli Stielike          | 1954. november 15. (29 évesen)   |      | Real Madrid              |
| 16   | KP    | Hans-Günter Bruns     | 1954. november 15. (29 évesen)   |      | Borussia Mönchengladbach |
| 17   | KP    | Pierre Littbarski     | 1960. április 16. (24 évesen)    |      | Köln                     |
| 18   | V     | Guido Buchwald        | 1961. január 24. (23 évesen)     |      | Stuttgart                |
| 19   | KP    | Rudolf Bommer         | 1957. augusztus 19. (26 évesen)  |      | Fortuna Düsseldorf       |
| 20   | K     | Helmut Roleder        | 1953. október 9. (30 évesen)     |      | Stuttgart                |

### Románia
Szövetségi kapitány: Mircea Lucescu
| Szám | Poszt | Név                | Születési dátum (Kor)           | Vál. | Klub                  |
| ---- | ----- | ------------------ | ------------------------------- | ---- | --------------------- |
| 1    | K     | Silviu Lung        | 1956. szeptember 9. (27 évesen) |      | Universitatea Craiova |
| 2    | V     | Mircea Rednic      | 1962. április 19. (22 évesen)   |      | Dinamo București      |
| 3    | V     | Costică Ştefănescu | 1951. március 26. (33 évesen)   |      | Universitatea Craiova |
| 4    | V     | Nicolae Ungureanu  | 1956. november 11. (27 évesen)  |      | Universitatea Craiova |
| 5    | KP    | Aurel Ţicleanu     | 1959. január 20. (25 évesen)    |      | Universitatea Craiova |
| 6    | V     | Gino Iorgulescu    | 1956. május 15. (28 évesen)     |      | Sportul Studențesc    |
| 7    | CS    | Marcel Coraş       | 1959. május 14. (25 évesen)     |      | Sportul Studențesc    |
| 8    | V     | Michael Klein      | 1959. október 10. (24 évesen)   |      | Corvinul Hunedoara    |
| 9    | CS    | Rodion Cămătaru    | 1958. június 22. (25 évesen)    |      | Universitatea Craiova |
| 10   | KP    | Bölöni László      | 1953. március 11. (31 évesen)   |      | ASA Targu Mures       |
| 11   | KP    | Gheorghe Hagi      | 1965. február 5. (19 évesen)    |      | Sportul Studențesc    |
| 12   | K     | Dumitru Moraru     | 1956. május 1. (28 évesen)      |      | Dinamo București      |
| 13   | V     | Ioan Andone        | 1960. március 15. (24 évesen)   |      | Dinamo București      |
| 14   | KP    | Mircea Irimescu    | 1959. május 13. (25 évesen)     |      | Universitatea Craiova |
| 15   | KP    | Marin Dragnea      | 1956. január 1. (28 évesen)     |      | Dinamo București      |
| 16   | V     | Nicolae Negrilă    | 1954. július 23. (29 évesen)    |      | Universitatea Craiova |
| 17   | CS    | Ion Adrian Zare    | 1959. május 11. (25 évesen)     |      | Bihor                 |
| 18   | KP    | Ionel Augustin     | 1955. október 11. (28 évesen)   |      | Dinamo București      |
| 19   | CS    | Romulus Gabor      | 1961. október 14. (22 évesen)   |      | Corvinul Hunedoara    |
| 20   | K     | Vasile Iordache    | 1950. október 9. (33 évesen)    |      | Steaua București      |